# Lutol Suchy
Lutol Suchy is een plaats in het Poolse district  Międzyrzecki, woiwodschap Lubusz. De plaats maakt deel uit van de gemeente Trzciel en telt 510 inwoners.